# Oliver Sim
Oliver David Sim (Londres, 15 de junho de 1989) é um cantor, baixista e letrista. Mais conhecido por integrar a banda indie britânica The xx. Sim se lançou como artista solo em 2022, com o disco 'Hideous Bastard'. Oliver é reconhecidamente um entusiasta da franquia Pokémon.

## Carreira musical
Começou a se interessar por música aos 15 anos, quando estudava na Elliott School ao lado dos amigos e colegas de banda, Romy Madley Croft e Jamie xx. De acordo com Sim, tudo começou na feliz coincidência de que tanto ele quanto Romy descobriram que gostavam de cantar.
Ganhou em 2009, com o The xx, o Mercury Prize Awards, prêmio mais importante da música britânica. Em 2016, Oliver foi uma das estrelas da campanha da Dior.
Em 2017 lançou, com o The xx, o álbum 'I See You' que foi considerado um dos melhores álbuns do ano.

#### Hideous Bastard
Em 2022, Oliver lançou 'Hideous Bastard'. O disco foi a estreia de Sim como artista solo. O lançamento foi bem recebido pela crítica e acumula uma nota 80 no agregador Metacritic. Temas como identidade queer, autoestima e o status de HIV positivo de Oliver são abordados no álbum.
O álbum foi produzido por Jamie XX, parceiro de Sim na The xx. Os dois também lançaram, no mesmo ano, o remix da faixa 'GTM'. Jimmy Sommerville, cantor de 'Smalltown Boy' da banda Bronski Beat, fez uma participação especial na faixa homônima do álbum.
A faixa 'Romance With a Memory' fez sucesso no Brasil ao ser utilizada na novela 'Vai na Fé', da TV Globo. A música foi utilizada como tema do personagem Theo, antagonista interpretado por Emilio Dantas.
O disco também inspirou um curta. Dirigido e escrito pelo cineasta Yann Gonzalez, é um filme homônimo que faz paródia de filmes de terror de baixo orçamento. Somerville e a drag-queen Bimini também fizeram aparições no projeto que foi disponibilizado na plataforma Mubi.